# Антуан Дорса
Антуа́н Дорса́ (фр. Antoine Dorsaz; *2 березня 1989, Martigny, Вале, Швейцарія) — швейцарський фігурист, що виступає у парному спортивному фігурному катанні в парі з Анаїс Моран, разом з якою є триразовими чемпіонами з фігурного катання Швейцарії (2008—10, поспіль), учасниками Чемпіонатів Європи (12-ті, 2009 і 8-мі, 2010) та світу (14-ті, 2009), Чемпіонатів з фігурного катання серед юніорів (2007-09, найкраще місце — 10-е у 2009 році), турнірів серії юніорських Гран-Прі сезонів 2006/2007 — 2009/2010.
На турнірі «Nebelhorn Trophy» у веерсні 2009 року посіли 5-те місце і завоювали для Швейцарії право виступити в олімпійському турнірі з парного катання на XXI Зимовій Олімпіаді (Ванкувер, 2010), де зрештою показали загальний 15-й результат (хоча після короткої були 13-ми).

## Спортивні досгнення
(з Моран)
| Змагання/Сезони                                    | 2005/2006 | 2006/2007 | 2007/2008 | 2008/2009 | 2009/2010 |
| -------------------------------------------------- | --------- | --------- | --------- | --------- | --------- |
| Зимові Олімпійські ігри                            |           |           |           |           | 15        |
| Чемпіонати світу з фігурного катання               |           |           |           | 14        |           |
| Чемпіонати Європи з фігурного катання              |           |           |           | 12        | 8         |
| Чемпіонати світу з фігурного катання серед юніорів |           | 11        | 12        | 10        |           |
| Чемпіонати Швейцарії з фігурного катання           |           | 1 J.      | 1         | 1         | 1         |
| Турніри: «Nebelhorn Trophy»                        |           |           |           |           | 5         |
| Етапи юніорських Гран-Прі, Німеччина               |           |           |           |           | 4         |
| Етапи юніорських Гран-Прі, США                     |           |           |           |           | 6         |
| Етапи юніорських Гран-Прі, Білорусь                |           |           |           | 6         |           |
| Етапи юніорських Гран-Прі, Чехія                   |           | 10        |           | 8         |           |
| Етапи юніорських Гран-Прі, Велика Британія         |           |           | 14        |           |           |
| Етапи юніорських Гран-Прі, Естонія                 |           |           | 15        |           |           |
| Етипи юніорських Гран-Прі, Норвегія                |           | 9         |           |           |           |
| Турнір «Кубок Варшави»                             | 1 N.      |           |           |           |           |

- N = рівень новачків; J = юніорський рівень